# Ejército de la República de Bosnia y Herzegovina
No confundir con las Fuerzas Armadas de Bosnia y Herzegovina.
El Ejército de la República de Bosnia-Herzegovina, ARBiH (en bosnio: Armija Republike Bosne i Hercegovine), fue el primer ejército oficial de Bosnia-Herzegovina. Se formó en 1992, al iniciarse la guerra de Bosnia, compuesto por unidades del Ejército Popular Yugoslavo (JNA) fieles a la independencia bosnia, civiles unidos a la causa, y secciones del Consejo Croata de Defensa (HVO). Durante la guerra de Bosnia, unidades paramilitares (muyahidines) procedentes de países árabes prestaron su apoyo a este cuerpo. Fue popularmente conocido como la Armija.

## Historia
El ARBiH surgió en el comienzo de la guerra de Bosnia, y oficialmente, el Ejército de la República de Bosnia y Herzegovina se formó el 15 de abril de 1992, de las prácticamente desarmadas unidades de la Defensa Territorial de Bosnia-Herzegovina, y civiles armados de partidos fieles a la causa independentista como la Liga Patriótica de Bosnia-Herzegovina -(Patriotska Liga); al mismo tiempo, otras formaciones defendieron el territorio bosnio de las agresiones serbias y croatas, como los "Boinas Verdes de Bosnia" (Zelene Beretke), la Defensa Territorial de Bosnia-Herzegovina y otros cuerpos paramilitares.  como respuesta a los ataques militares por parte de independentistas croatas y serbios a la autoproclamada República de Bosnia y Herzegovina. 
Después de la Guerra de Bosnia, al firmarse los Acuerdos de Dayton al finalizar la guerra, todos esos componentes son absorbidos por el ARBiH,  y en el 2005; tras la unificación de todas las fuerzas armadas de la República, se une con el Consejo Croata de Defensa (HVO) y, en 2005, con el Ejército de la República Srpska, dando lugar a las Fuerzas Armadas de Bosnia y Herzegovina, que son las fuerzas armadas oficiales y que rigen actualmente en este país. En el año 2005, una unidad integrada por serbios, bosnios y croatas se desplegó para ayudar a las fuerzas de la coalición dirigida por los Estados Unidos en Irak.

## Los primeros Altos Mandos (durante la guerra)
- Sefer Halilović (Bosníaco) - el primer Comandante de las ARBiH
- Jovan Divjak (Serbobosnio) - segundo de Halilović
- Stjepan Šiber (Bosniocroata) - segundo de Halilović
- Rasim Delić (Bosníaco) - Comandante de las ARBiH posterior a Halilović, desde el 1993
- Mustafa Hajrulahović, apodo "Talijan" (traducido como: Italiano) - Comandante del Primer Cuerpo de las ARBiH
- Atif Dudaković (Bosníaco) - el primer Comandante del Quinto Cuerpo de las ARBiH
- Ramiz Dreković (Bosníaco) - el primer Comandante del Cuarto Cuerpo de las ARBiH
- Mehmed Alagić (Bosníaco) - el primer Comandante del Séptimo Cuerpo de las ARBiH
- Željko Knez (Bosniocroata) - el primer Comandante del Segundo Cuerpo de las ARBiH